# Cymbidium bicolor
Cymbidium bicolor är en orkidéart som beskrevs av John Lindley. Cymbidium bicolor ingår i släktet Cymbidium, och familjen orkidéer.

## Underarter
Arten delas in i följande underarter:
- C. b. bicolor
- C. b. pubescens